# Pilularia ethiopica
Pilularia ethiopica, biljna vrsta iz roda loptarki, porodica Marsileaceae. Otkrivena je u Etiopiji i opisana 2023. godine

## Opis
Pilularia ethiopica opisana je kao nova vrsta iz visoravni Etiopije. Sličan je vrstama P. americana, P. bokkeveldensis i P. dracomontana, ali se od P. americana razlikuje po kraćim listovima, manjem sporokarpu, kraćem pedikulu i podzemnim sporokarpima u zrelosti. Razlikuje se od P. bokkeveldensis po očitoj kružnoj vernaciji, manjim sporokarpima, kraćoj peteljci i podzemnim sporokarpima u zrelosti. Razlikuje se od P. dracomontane po dužim listovima, očitoj kružnoj vernaciji, duljoj peteljci i samo djelomično uronjenom habitusu.